# Roodstuitrotszanger
De roodstuitrotszanger (Achaetops pycnopygius) is een zangvogel uit de familie Macrosphenidae.

## Verspreiding en leefgebied
Deze soort komt voor in zuidwestelijk Afrika en telt twee ondersoorten:
- A. p. pycnopygius: de kust van zuidwestelijk Angola en noordelijk Namibië.
- A. p. spadix: Huíla en zuidwestelijk Angola.